# St. Pete Beach
St. Pete Beach est une ville américaine située dans le comté de Pinellas, en Floride.

## Démographie
| 1950 | 1960  | 1970  | 1980  | 1990  | 2000  |
| ---- | ----- | ----- | ----- | ----- | ----- |
| 722  | 6 268 | 8 024 | 9 354 | 9 200 | 9 929 |

| 2010  | - | - | - | - | - |
| ----- | - | - | - | - | - |
| 9 346 | - | - | - | - | - |

## Source
- (en) Cet article est partiellement ou en totalité issu de l’article de Wikipédia en anglais intitulé « St. Pete Beach, Florida » (voir la liste des auteurs).